# Arthur MacArthur Jr.
Pour les articles homonymes, voir MacArthur.
Arthur MacArthur Jr., né le 2 juin 1845 à Chicopee et mort le 5 septembre 1912 à Milwaukee, est un lieutenant général de l'armée des États-Unis.

## Biographie
Fils du juge Arthur MacArthur Sr. (en), il est le père de Douglas MacArthur, un militaire s'étant distingué pendant la Seconde Guerre mondiale. Son fils et lui ont reçu la médaille militaire Medal of Honor, un fait particulièrement rare dans une lignée.
À l'âge de 16 ans, poussé par le désir de s'enrôler dans l'armée de l'Union il fait ses classes et sort sous-lieutenant le 4 août 1862 au sein du 24e régiment d'infanterie des volontaires du Wisconsin.
Il s'illustre lors de batailles dans le Tennessee ou encore le Kentucky ce qui lui vaut d'être nommé capitaine en octobre 1862. Le 25 novembre 1863 il mène la charge de la crête de Missionary Hill lors de la bataille de Chattanooga qui aboutit à une déroute des confédérés. Au sortir de la guerre, à l'âge de 19 ans, il est le plus jeune colonel de toute l'armée fédérale.
Il reprend la vie militaire en 1866 après de brèves études de droit. Son quotidien consiste pour l'essentiel à la protection des colons de la frontière de l'Ouest contre les Indiens.
Au cours de ses affectations il fait la rencontre de Mary Pinkney Hardy, fille d'un courtier en coton du Sud avec laquelle il se mariera en 1875. De cette union naîtront 3 garçons : Arthur III (1876 - 1923), Malcolm (né en 1878 il mourra 5 ans plus tard d'une rougeole hémorragique) et Douglas MacArthur (1880 - 1964).
Il est le gouverneur général militaire des Philippines sous occupation américaine en 1900, mais son mandat prend fin un an plus tard en raison de discordances de point de vue avec le gouverneur civil, le futur président des États-Unis William Howard Taft.